# Coignières
Coignières /kwaˈɲɛʀ/ è un comune francese di 4 561 abitanti situato nel dipartimento degli Yvelines nella regione dell'Île-de-France.

## Società

### Evoluzione demografica
Abitanti censiti